# کوژکیو
کوژکیو (به لهستانی:  Korzkiew) یک روستا در لهستان است که در گمینا ژلونکی واقع شده‌است. کوژکیو  ۱۷۰ نفر جمعیت دارد.